# Classic rock
Cet article concerne le genre musical. Pour le magazine, voir Classic Rock (magazine). Pour la station de radio, voir Classic Rock Radio.

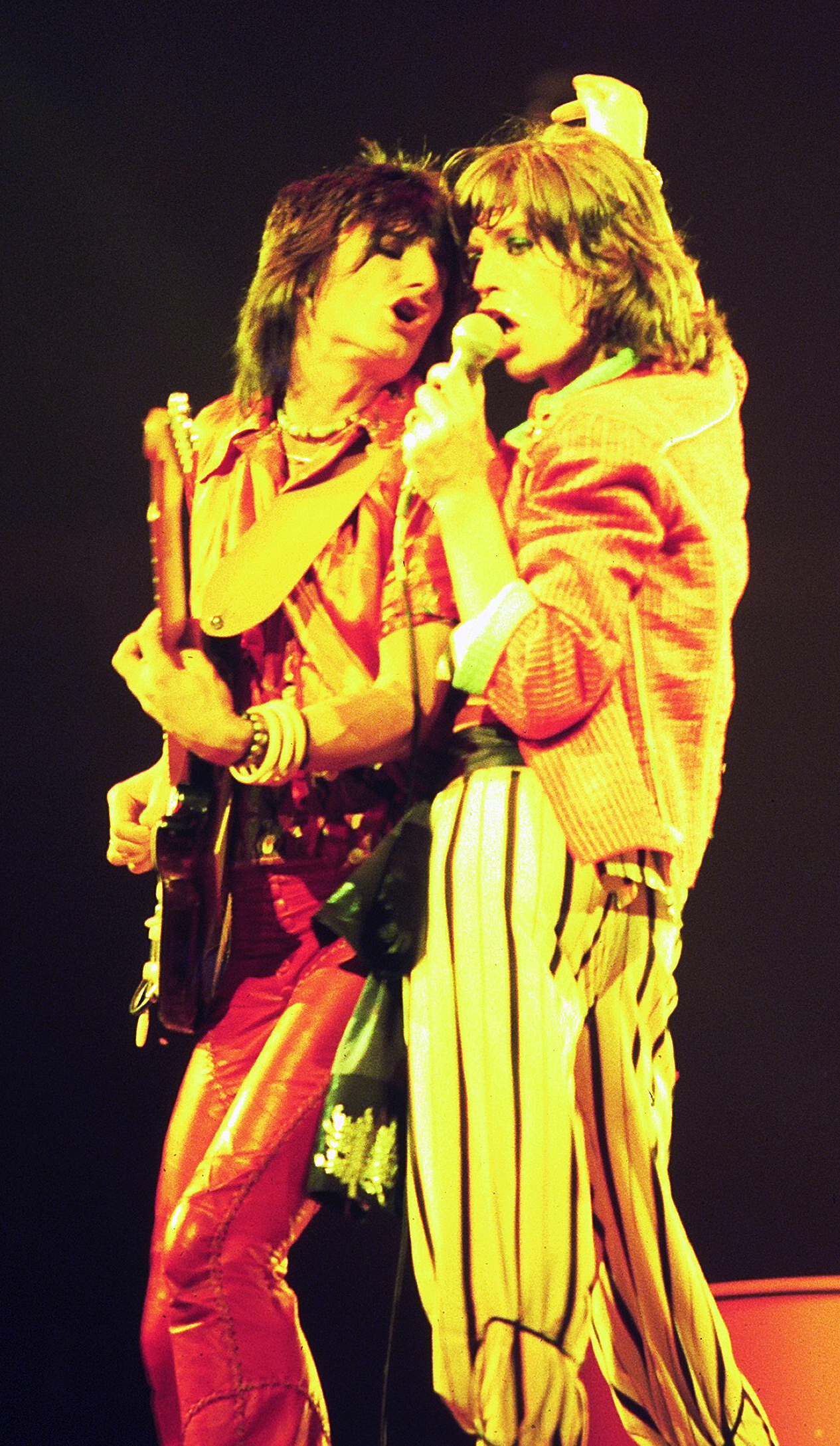
Les membres des Rolling Stones Mick Jagger (à droite) et Ronnie Wood (à gauche) en concert à Chicago.

Le classic rock (français : rock classique) caractérise la vague rock des années 1960 et 1970, devenue « classique ». Le terme définit au départ un format de programmation radiophonique consacré à la musique rock de cette période. Le format radio est devenu populaire chez la génération des baby-boomers vers la fin des années 1990.
Alors qu'une prépondérance d'adultes avait d'abord été observée au sein de son public, la musique de ce format a plus tard suscité un intérêt croissant auprès du jeune public, au gré de l'accessibilité progressive de l'Internet et du téléchargement. Plusieurs stations de radio' du rock classique diffusent aussi un nombre limité de sorties actuelles qui sont stylistiquement compatibles avec « le son » de la station, ou bien par les groupes anciens qui sont toujours actifs et produisent la nouvelle musique.

## Histoire
Le format du rock classique évolue à partir des stations radio album-oriented rock (AOR) qui visaient le public plus âgé par l'inclusion des chansons du passé bien connues à côté des tubes du moment. En 1980 la station radio AOR M105 à Cleveland commence à se positionner comme « le rock classique de Cleveland », en diffusant le mix de rock des années 1960 avec les tubes actuels. De même, WMET est appelé « rock classique de Chicago » en 1981. En 1982, l'expert radio Lee Abrams développe le format Timeless Rock qui mêle l'AOR contemporain avec les tubes des années 1960 et 1970. KRBE, station AM de Houston, est l'une des premières stations du rock classique. En 1983, le directeur de programmes Paul Christy conçoit un format qui ne diffusait que « l'album rock » des premières années, de 1960 au début des années 1970 sans musique actuelle ou les tubes du Top 40. Kim Freeman du magazine Billboard précise que 1986 est normalement cité comme date de naissance du rock classique tandis que les origines du genre remontent aux années précédentes. 
Vers 1986, le succès du format conduit à un  pourcentage élevé des oldies (vieilleries) qui constituaient 60 % à 80 % de la musique diffusée sur les stations album rock. Bien que le rock classique ait été lancé comme un format de niche faisant suite à AOR, vers 2001, il dépasse l'album rock au niveau national en part de marché. Au milieu des années 1980, le rock classique est conçu par excellence pour le public masculin adulte âgé de 25 à 34 ans qui est resté son plus grand admirateur jusqu'au milieu des années 1990. Le public du format était en train de changer, et peu à peu, son profil démographique s'orientait davantage vers les groupes plus âgés. Vers 2006 les 35-44 ans ont été dominants, et vers 2014 les 45-54 ans ont pris les devants.

## Analyse et critique
Le musicologue Jon Stratton découvre la provenance du format en le liant avec l'apparition du canon du rock classique. Ce canon est partiellement provenu du journalisme et des listes rangeant certains albums et chansons qui sont par la suite renforcés dans la mémoire collective et publique. Robert Christgau a dit que le concept du rock classique avait transformé la musique rock en « mythe du rock comme un art qui peut résister à l'épreuve du temps », et croyait qu'il était inévitable que certains artistes rock seraient canonisés par les critiques, les médias majeurs, et  par les organismes de l'industrie musicale, comme le Rock and Roll Hall of Fame.

## Groupes et artistes
Quelques exemples d'artistes et de groupes « classic rock » : Elvis Presley, Chuck Berry, Bob Dylan, The Beatles, The Rolling Stones, The Animals, The Beach Boys, The Velvet Underground, Creedence Clearwater Revival, The Doors, The Who, The Kinks, Small Faces, The Band, Steppenwolf, The Jimi Hendrix Experience, Santana, The Byrds, The Yardbirds, Free, T. Rex, Humble Pie, Grand Funk Railroad, Cream, Foghat, Led Zeppelin, Deep Purple, Nazareth, Rainbow, Black Sabbath, Queen, David Bowie, Elton John, Rod Stewart, Neil Young, Eric Clapton, Bob Seger, Steve Miller Band, Genesis, Electric Light Orchestra, Pink Floyd, Jethro Tull, King Crimson, Rush, Styx, Supertramp, Yes, ZZ Top, Black Oak Arkansas, Mountain, Lynyrd Skynyrd, The Doobie Brothers, Aerosmith, Thin Lizzy, The Stooges, Kiss, Alice Cooper, AC/DC, Heart, Fleetwood Mac, James Gang, Eagles, Toto, Foreigner, Journey, Boston, Chicago, Kansas, etc.